# Раковно
Раковно (рос. Раковно) — присілок у Лузькому районі Ленінградської області Російської Федерації.
Населення становить 94 особи. Належить до муніципального утворення Заклинське сільське поселення.

## Історія
Згідно із законом від 28 вересня 2004 року № 65-оз належить до муніципального утворення Заклинське сільське поселення.

## Населення
| 1838 | 1862 | 1961 | 1997 | 2007 | 2010 |
| ---- | ---- | ---- | ---- | ---- | ---- |
| 231  | ↘190 | ↗192 | ↘107 | ↗115 | ↘94  |